# Hämeenlinnan Pallokerho Naiset 2015-2016
Questa voce raccoglie le informazioni riguardanti l'Hämeenlinnan Pallokerho Naiset nelle competizioni ufficiali della stagione 2015-2016.

## Organigramma societario
Area direttiva
- Presidente: Ville Kalliomäki

Area tecnica
- Allenatore: Luca Chiappini
- Allenatore in seconda: Luca Nidasio

## Rosa
| N° | Nome                | Ruolo | Data di nascita   | Nazionalità sportiva |
| -- | ------------------- | ----- | ----------------- | -------------------- |
| 1  | Michaela Madsen     | C     | 28 dicembre 1993  | Finlandia            |
| 2  | Annina Antikainen   | P     | 10 giugno 1989    | Finlandia            |
| 3  | Katja Kylmäaho      | P     | 21 aprile 1994    | Finlandia            |
| 4  | Oona Yli-Pekkala    | P     | 3 maggio 1995     | Finlandia            |
| 5  | Ralitsa Vasileva    | S     | 17 marzo 1992     | Bulgaria             |
| 6  | Karoliina Friberg   | C     | 3 febbraio 1994   | Finlandia            |
| 7  | Keao Burdine        | S     | 2 gennaio 1983    | Stati Uniti          |
| 8  | Anna Boricheva      | S     | 24 marzo 1980     | Bielorussia          |
| 9  | Noora Venho         | P     | 30 giugno 1992    | Finlandia            |
| 10 | Pihla Pelkiö        | C     | 27 settembre 1989 | Finlandia            |
| 11 | Saana Koljonen      | L     | 22 agosto 1988    | Finlandia            |
| 12 | Piia Korhonen       | S/O   | 12 gennaio 1997   | Finlandia            |
| 13 | Martta Lemola       | S     | 1º gennaio 1999   | Finlandia            |
| 14 | Eveliina Rautiainen | L     | 1º aprile 1995    | Finlandia            |
| 15 | Ilaria Maruotti     | S     | 22 febbraio 1994  | Italia               |
| 15 | Lindsay Stalzer     | S     | 25 luglio 1984    | Stati Uniti          |
| 16 | Roosa Nieminen      | C     | 7 febbraio 1997   | Finlandia            |
| 17 | Riikka Koivusaari   | S     | 16 febbraio 1994  | Finlandia            |